# Fondation Azzedine Alaïa
La Fondation Azzedine Alaïa est une fondation reconnue d'utilité publique chargée de perpétuer l'œuvre et la mémoire du couturier Azzedine Alaïa (1935-2017) ainsi que la collection d'objets d'art, de design et de mode qu'il a constituée tout au long de sa vie.
Présidée par Carla Sozzani, elle a son siège à Paris au 18 rue de la Verrerie, qui fut le lieu de vie et de travail du couturier, et œuvre également en Tunisie à Sidi Bou Saïd.

## Historique

### Préambule
Azzedine Alaïa, couturier franco-tunisien, a réalisé une œuvre exceptionnelle dans le domaine de la mode qui lui vaut d'être considéré comme l'un des plus talentueux créateurs de sa génération.
Passionné de mode et d'art, Azzedine Alaïa a également constitué une importante collection d'œuvres et soutenu la création.
Il a souhaité que son héritage soit dévolu à une fondation portant son nom et chargée de pérenniser son œuvre et ses collections personnelles, de témoigner de sa vie et d'aider l'expression artistique, en particulier en facilitant l'expression des jeunes artistes.

### Association
L'Association Azzedine Alaïa est créée en 2007 par le couturier, par son compagnon le peintre allemand Christoph Von Weyhe et par la galeriste italienne Carla Sozzani, conseillère et amie de longue date du couturier, complétant un dispositif autour de la transformation de son lieu de travail, rue de la Verrerie, dans le quartier du Marais à Paris, en un lieu d'exposition, devenu aussi, depuis, un lieu de mémoire. Avant d'être utilisé par le couturier, le lieu était un ancien entrepôt du BHV, situé dans une rue derrière ce grand magasin. Il fait plusieurs milliers de mètres carrés à l'angle de la rue de Moussy et de la rue de la Verrerie. Il a été rénové entièrement après son acquisition en 1988 par le couturier, puis décoré par Julian Schnabel. Il est composé de deux bâtiments de plusieurs étages, séparés par une cour intérieure avec une verrière, servant depuis cette date de lieu d'exposition et de lieu de défilés,,,.
Il était dès le départ envisagé que cette association se transforme en une fondation, avec pour ambition non seulement de préserver et de continuer à présenter les collections et les archives du créateur, mais aussi de faciliter les études et les travaux de recherche, et d'attribuer des bourses à de jeunes créateurs dans le domaine de la mode. De fait, l'association est devenue une Fondation reconnue comme d'utilité publique par décret du 28 février 2020. Conformément à la volonté du couturier, la Fondation se substitue à l'Association.

### Fondation
Carla Sozzani en est la présidente. Christoph von Weyhe en est le Vice-président et Olivier Saillard le directeur. Christoph von Weyhe semble d'ailleurs avoir été lésé dans la gouvernance de cette fondation et porte plainte fin 2021. Le logo de la Fondation a été créé par l'artiste Julian Schnabel, ami d'Azzedine Alaïa.
Les collections sont quelques-unes des œuvres d'Azzedine Alaïa, mais aussi de vêtements d'autres créateurs qu'il admirait et qu'il avait acquis : des créations de Paul Poiret, de Coco Chanel, de Charles James, de Madeleine Vionnet, de Claire McCardell, d'Adrian (costumier et couturier américain d'Hollywood, de Greta Garbo et du glamour), mais aussi deux pièces vestimentaires du peintre Henri Matisse,,,,. Une exposition présentant les créations d'Adrian en possession de l'association est organisée dans l'espace rue de la Verrerie au premier semestre 2019.

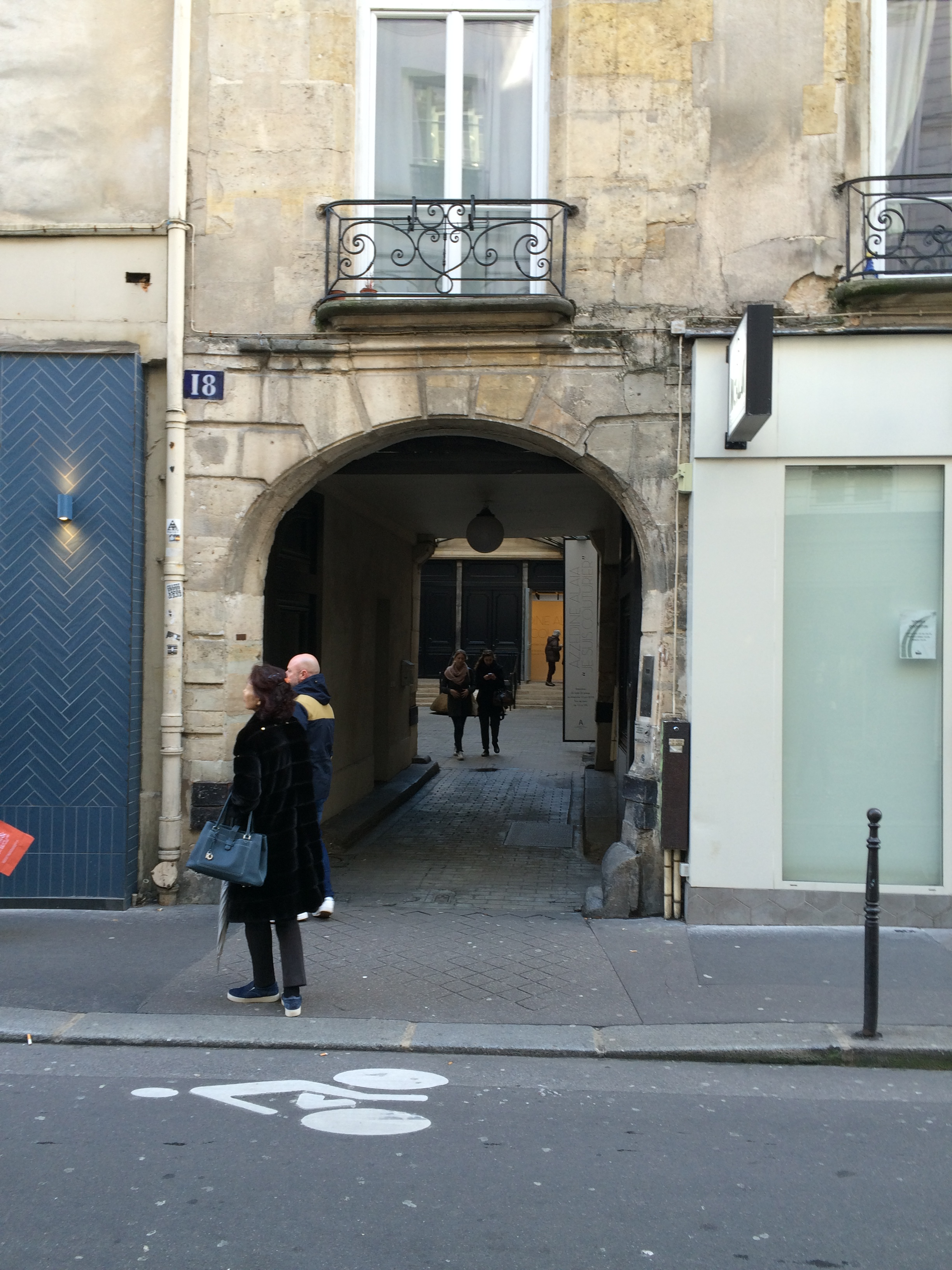
Entrée de la fondation.
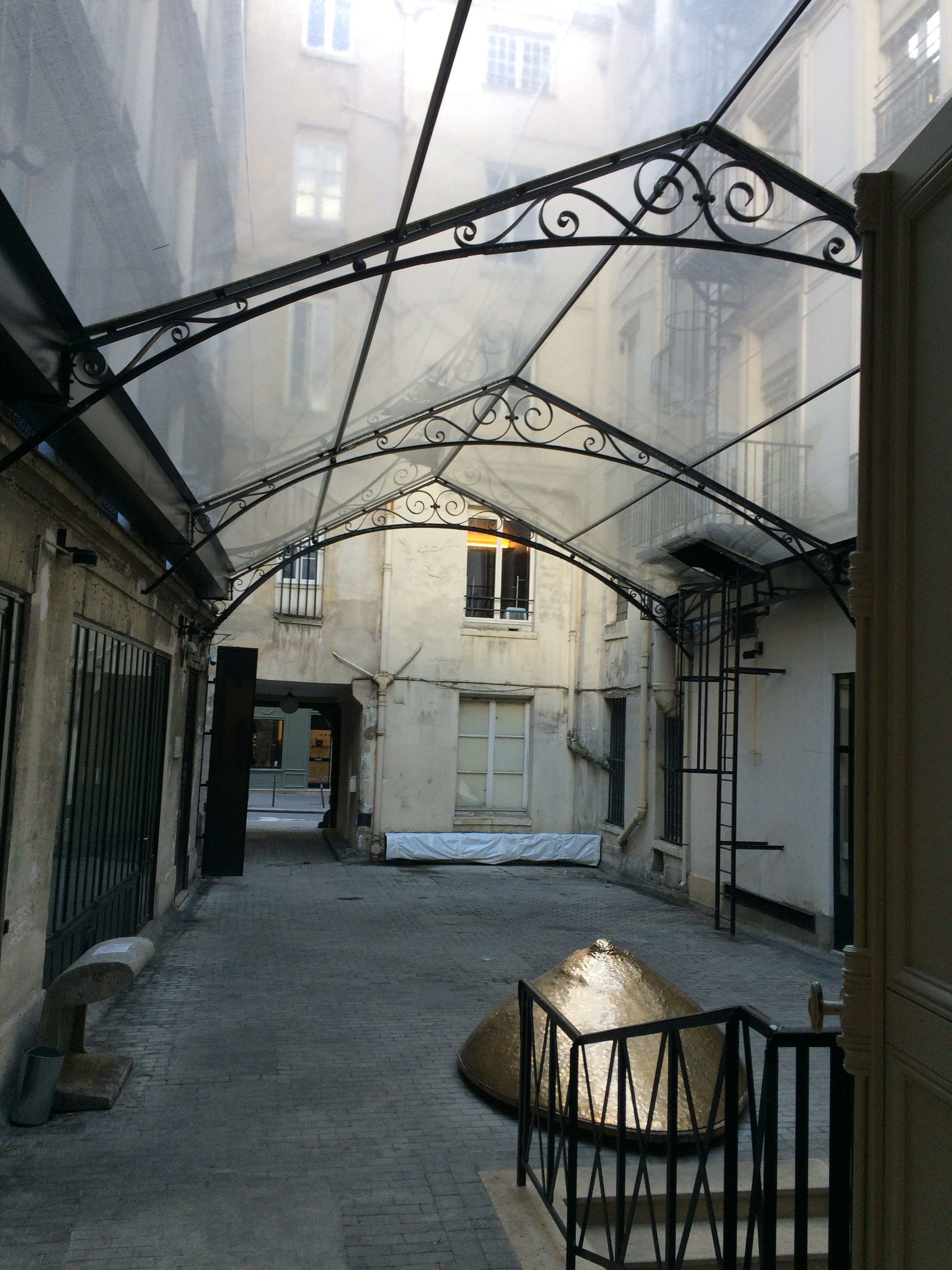
Cour intérieure.
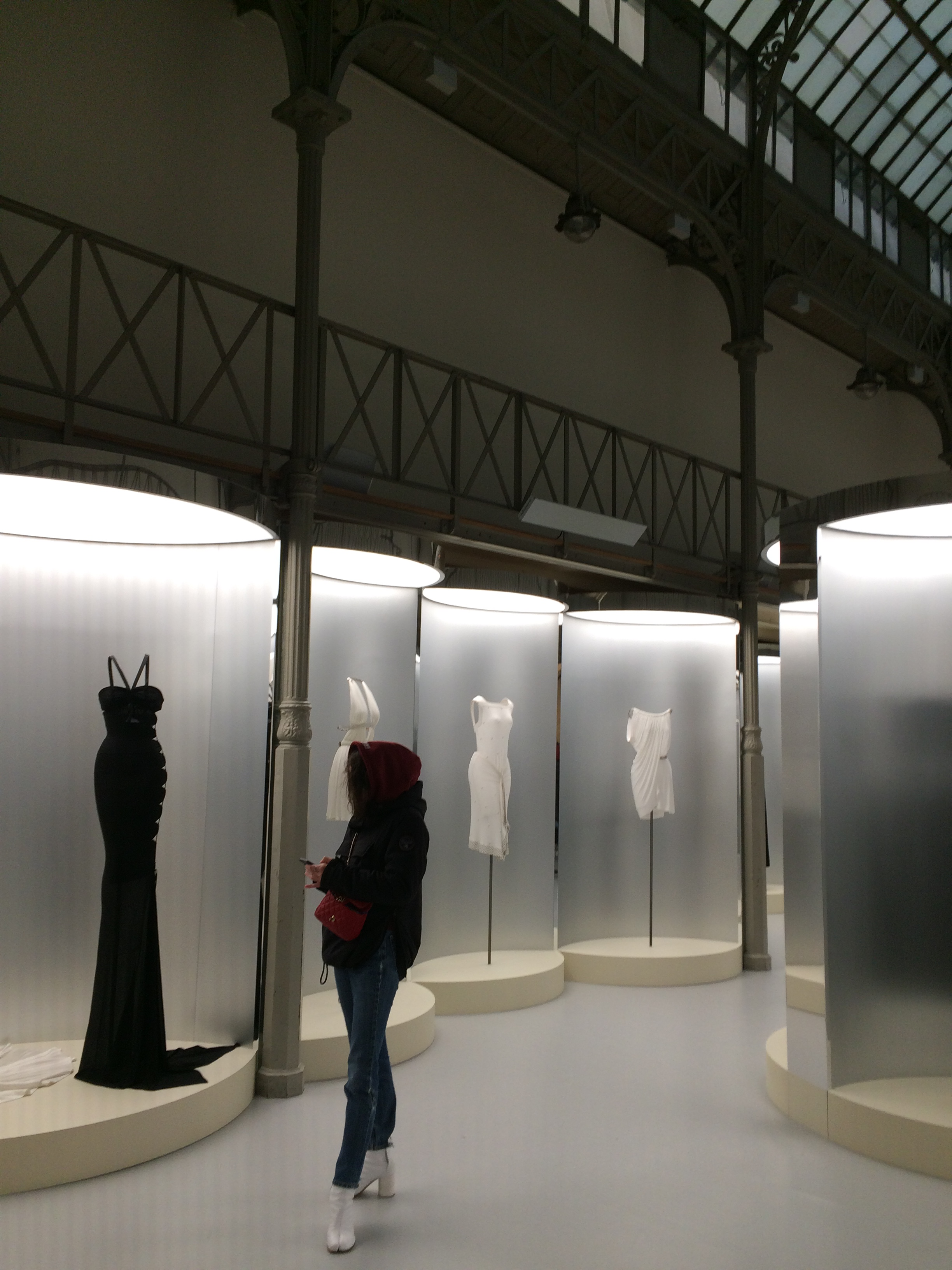
Lieu d'exposition.
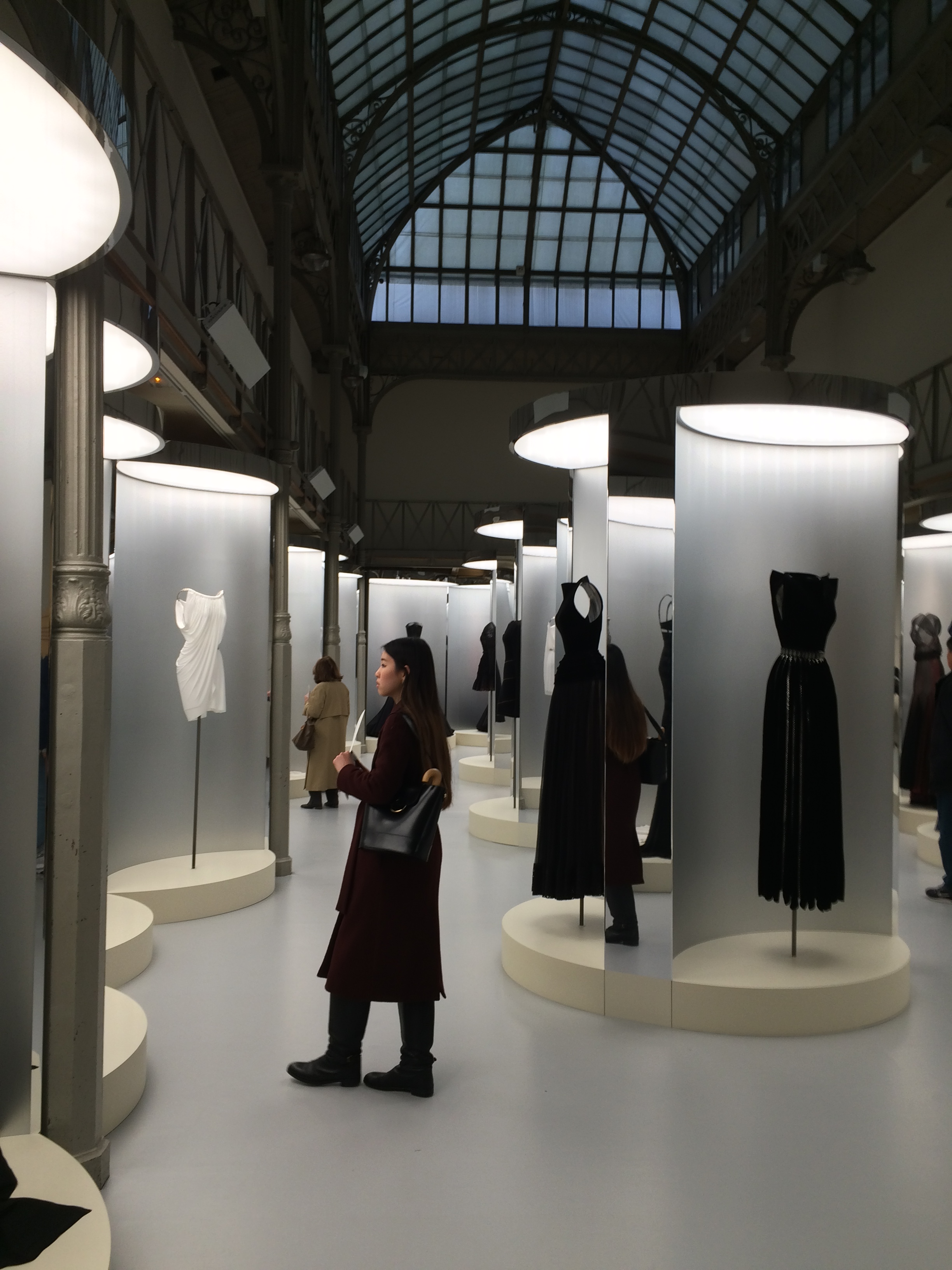
Lieu d'exposition.

### Collectionneur
La fondation célèbre aussi la passion des arts du couturier qui a collectionné dès son plus jeune âge des objets d'art, de design, puis de mode à partir de la fin des années 1960.
Sa collection de mode, avec plus de 32 000 pièces, figure parmi les plus importantes et riches de France avec des vêtements griffés Jeanne Lanvin, Madeleine Vionnet, Paul Poiret, Gabrielle Chanel, Cristóbal Balenciaga, Gilbert Adrian, Madame Grès, Charles James, et d'autres plus contemporains de Rei Kawakubo, Yohji Yamamoto, Jean-Paul Gaultier, Martin Margiela, Courrèges et Cardin.
La cour du café et la librairie mettent en valeur certaines des œuvres d'art et de design de sa collection, tandis que la salle sous verrière présente des expositions temporaires dédiées à l'œuvre d'Azzedine Alaïa, souvent en regard de celle d'autres couturiers à travers le cycle « Azzedine Alaïa collectionneur ».

### Actions éducatives
La Fondation soutient des programmes éducatifs en lien avec des institutions (écoles ou réseaux de mode). Elle est associée depuis 2019 à l'école d'art et de design Parsons Paris, et offre aux étudiants l'opportunité de faire leurs travaux de recherche sur le patrimoine de mode de la Fondation.

### Studio Azzedine Alaïa
Le studio Azzedine Alaïa ouvre ses portes au public le 26 février 2023 dans le cadre d'une exposition.

## Expositions
La Fondation poursuit le programme d'expositions engagé par l'Association Azzedine Alaïa du vivant du couturier, et présente une programmation qui met à l'honneur la création d'Azzedine Alaïa et ses collections de mode, à travers le cycle « Azzedine Alaïa Collectionneur » :
- Alaïa avant Alaïa, février 2022 - 24 octobre 2022, Fondation Azzedine Alaïa[18],[19] ;
- Azzedine Alaïa, Peter Lindbergh, exposition jusqu'au 19 septembre 2021, Fondation Azzedine Alaïa[20] ;
- Alaïa-Adrian : Masters of Cut, exposition du 11 février au 13 septembre 2020 à Atlanta, États-Unis ;
- Azzedine Alaïa Collectionneur : Alaïa et Balenciaga, Sculpteurs de la Forme, exposition du 20 janvier 2020 au 3 janvier 2021 à Paris, Fondation Azzedine Alaïa[21] ;
- Azzedine Alaïa : Une Autre Pensée sur la Mode, La collection Tati, exposition du 2 juillet 2019 au 5 janvier 2020 à Paris, Fondation Azzedine Alaïa ;
- Azzedine Alaïa Collectionneur : Adrian et Alaïa, L'Art du Tailleur, exposition du 21 janvier au 23 juin 2019 à Paris, Fondation Azzedine Alaïa ;
- Azzedine Alaïa : La Méditerranée, exposition du 18 novembre 2018 au 19 mai 2019 à Sidi Bou Saïd, Tunisie, Dar Alaïa ;
- Azzedine Alaïa : Couture, Sculpture, exposition du 21 au 25 septembre 2018 à Milan, Italie, Palazzo Clerici ;
- Azzedine Alaïa : L'Alchimie Secrète d'une Collection, exposition du 2 juillet 2018 au 6 janvier 2019 à Paris, Fondation Azzedine Alaïa ;
- Azzedine Alaïa : The Couturier, exposition du 10 mai au 17 octobre 2018 à Londres, Royaume-Uni, Design Museum[22] ;
- Homage to Azzedine Alaïa, exposition du 28 mars au 6 mai 2018 à Séoul, Corée du Sud, 10 Corso Como ;
- Azzedine Alaïa : « Je Suis Couturier », exposition du 22 janvier au 24 juin 2018 à Paris, Fondation Azzedine Alaïa[23].
- Azzedine Alaïa, Arthur Elgort. En liberté jusqu'au 20 aout 2023 à Paris, Fondation Azzedine Alaïa[24].